# Amina Bouayach

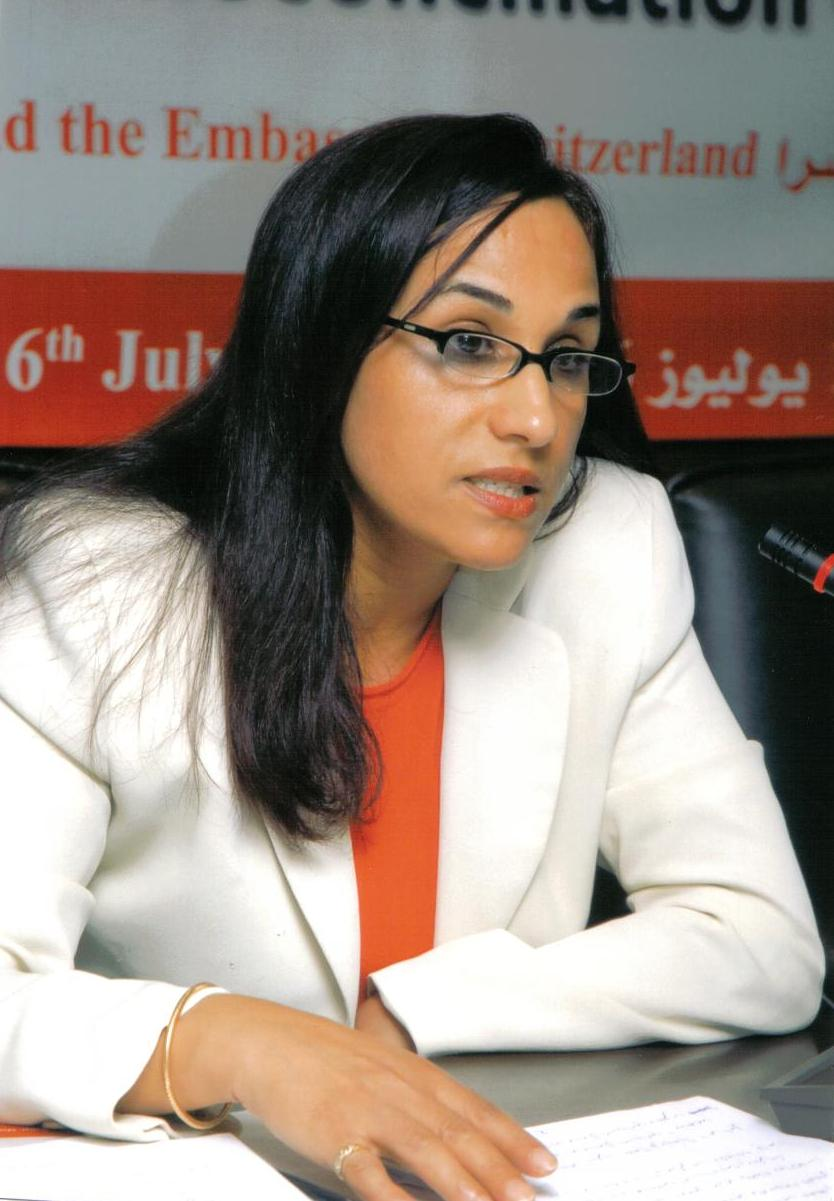
Amina Bouayach

Amina Bouayach (sinh ngày 10 tháng 12 năm 1957) là một nhà hoạt động nhân quyền người Ma-rốc. Kể từ tháng 12 năm 2018, Bouayach đã từng là chủ tịch của Hội đồng Nhân quyền Quốc gia Ma-rốc.
Bà lần đầu tiên được chú ý khi vào năm 2006, bà trở thành người phụ nữ đầu tiên được bầu làm chủ tịch của một tổ chức phi chính phủ lớn ở Morocco.
Là chủ tịch của Tổ chức Nhân quyền Ma-rốc, Bouayach làm việc về các vấn đề Nhân quyền lớn ở quê hương của mình như Tra tấn, Quyền tị nạn, Quyền Phụ nữ và Xóa bỏ án tử hình.
Bà được bầu làm phó chủ tịch sau đó là tổng thư ký của Liên đoàn Nhân quyền Quốc tế năm 2010 và 2013. Sau đó, vào năm 2016, Bouayach từng là Đại sứ Ma-rốc ở Thụy Điển và Latvia.
Vào năm 2015, bà đã được trao tặng Quân đoàn danh dự của Pháp tại Rabat vì sự liêm chính và liên quan đến Nhân quyền.

## Lý lịch
Bouayach sinh ra ở Tetouan vào ngày 10 tháng 12 năm 1957  trong một gia đình Riffian.
Bà có bằng thạc sĩ kinh tế tại Đại học Mohammed V ở Rabat.
Bouayach bắt đầu sự nghiệp Nhân quyền từ khi còn trẻ, làm việc với gia đình của các tù nhân chính trị trong những năm lãnh đạo ở Morocco. Bà đã dành hai năm làm việc với nhà xã hội học khét tiếng FHRa Mernissi về Quyền phụ nữ, đặc biệt là Phụ nữ Hồi giáo; và đã xuất bản nhiều bài viết về chủ đề này bằng tiếng Ả Rập, tiếng Pháp, tiếng Anh và tiếng Tây Ban Nha.
Về chuyên môn, bà đã nắm giữ nhiều vị trí chính trị, đáng chú ý nhất là thành viên trong nội các của cựu Thủ tướng Abderrahmane Youssoufi từ năm 1998 đến 2002, và là thành viên của Ủy ban Tư vấn về Cải cách Hiến pháp  do Vua Mohammed VI bổ nhiệm, trong mùa xuân Ả Rập. Với những đóng góp đáng chú ý của mình cho Hiến pháp Ma-rốc, bà đã được Vua Mohammed VI trao tặng Huân chương ngai vàng.
Bà đã làm việc chặt chẽ với Liên Hợp Quốc, Liên minh châu Phi và Diễn đàn Euro-Địa Trung Hải về quyền của người bảo vệ và quyền tự do lập hội.
Bà là một trong những nhân vật nhân quyền đầu tiên đến thăm Tunisia sau sự thoái vị của cựu tổng thống Tunisia Zine El Abidine Ben Ali, và tới Libya sau khi cựu tổng thống Libya Muammar Gaddafi mất tích. Bà đã và vẫn rất tích cực trong nhóm khu vực để cải tổ Liên đoàn các quốc gia Ả Rập.